# ANiMAZiNG2!!!
- 朝日放送テレビ > 朝日放送テレビ番組一覧 > ANiMAZiNG2!!!
- アニメ > テレビアニメ > 深夜アニメ > ANiMAZiNG2!!!
- テレビ番組 > 深夜番組 > 深夜アニメ > ANiMAZiNG2!!!

『ANiMAZiNG2!!!』（アニメイジング・ツー）は、朝日放送テレビ（ABCテレビ） にて2016年4月3日から日曜未明（土曜深夜）に放送中の関西ローカル深夜アニメ放送枠の名称。
2020年9月までの名称は『アニサタ』であり、同年10月改編より現在の名称に改題された。

## 概要
そもそもは、2016年4月改編にて、朝日放送（当時）にて日曜未明（土曜深夜）帯に深夜アニメ30分番組1本枠を放送するにあたり、『アニサタ』として命名されたという経緯があった。
木曜未明（水曜深夜）に放送中の『水曜アニメ〈水もん〉』枠同様、放送作品の朝日放送テレビの番組サイト、EPGでも当枠名が表示される（『アニサタ』時代は新聞などのラテ欄でも表示）。『アニサタ』時代の枠冒頭の2秒間のジングルのアニメーション製作はAR三兄弟である。『ANiMAZiNG2!!!』改題後は枠冒頭のジングルはない。
本枠は原則としてABCアニメーションが製作に関与したアニプレックス製作作品を中心に放送されている。
2020年10月より本枠の時間に朝日放送テレビ制作日曜朝8時30分枠のアニメ（同年現在はプリキュアシリーズ）以外では初のABCアニメーション製作の全国ネットとなる『ANiMAZiNG!!!』を導入するため、本枠は『ANiMAZiNG2!!!』に改題された。これに伴い、『NUMAnimation』（テレビ朝日製作参加）・『ANiMAZiNG!!!』・そして本枠という3枠連続の異なったレーベルの深夜アニメ枠となり、『ANiMAZiNG!!!』とは姉妹枠となる。
タイトルロゴやEPGでは『ANiMAZiNG2!!!』という表記であるが、朝日放送テレビホームページの番組表などプレーンテキストでは『ANiMAZiNG2!!!』と表記される。

## 放送作品
| 作品名                                                             | 放送期間                  | 制作会社                                      | 製作局 or 放送形態           | ABCアニメーション 製作 | 備考 |
| 2:15 - 2:45枠                                                      | 2:15 - 2:45枠             | 2:15 - 2:45枠                                 | 2:15 - 2:45枠                | 2:15 - 2:45枠          | 2:15 - 2:45枠 |
| ------------------------------------------------------------------ | ------------------------- | --------------------------------------------- | ---------------------------- | ---------------------- | --- |
| キズナイーバー                                                     | 2016年4月10日 - 6月26日   | TRIGGER                                       | 朝日放送 BS11                |                        | [ 注 5 ] |
| B-PROJECT〜鼓動*アンビシャス〜                                     | 2016年7月3日 - 9月25日    | A-1 Pictures                                  | TOKYO MX BS11                | ○                      | [ 注 6 ] |
| Occultic;Nine -オカルティック・ナイン-                             | 2016年10月9日 - 12月25日  | A-1 Pictures                                  | UHFアニメ                    | ○                      | [ 注 6 ] |
| 2:29 - 2:59枠                                                      |                           |                                               |                              |                        | |
| チェインクロニクル 〜ヘクセイタスの閃〜                            | 2017年1月8日 - 3月26日    | テレコム・アニメーションフィルム グラフィニカ | UHFアニメ                    |                        | 最速放送。 |
| Re:CREATORS                                                        | 2017年4月9日 - 9月17日    | TROYCA                                        | UHFアニメ                    | ○                      | [ 注 5 ] |
| アイドルマスター SideM                                             | 2017年10月8日 - 12月31日  | A-1 Pictures                                  | UHFアニメ                    | ○                      | 放送前々週より特別番組、前日譚をそれぞれ放送。 |
| ダーリン・イン・ザ・フランキス                                     | 2018年1月14日 - 4月1日    | TRIGGER CloverWorks                           | TOKYO MX メ〜テレ BS11       | ○                      | [ 注 5 ] [ 注 7 ] |
| 2:10 - 2:40枠                                                      |                           |                                               |                              |                        | |
| ダーリン・イン・ザ・フランキス                                     | 2018年4月8日 - 7月8日     | TRIGGER CloverWorks                           | TOKYO MX メ〜テレ BS11       | ○                      | 第2クールより放送時間変更。 |
| B-PROJECT〜鼓動*アンビシャス〜                                     | 2018年7月15日 - 9月30日   | A-1 Pictures                                  | TOKYO MX BS11                | ○                      | 再放送。 |
| エロマンガ先生                                                     | 2018年10月7日 - 12月23日  | A-1 Pictures                                  | BS11                         |                        | 2017年に毎日放送『アニメシャワー』枠にて本放送された作品の再放送。 |
| B-PROJECT〜絶頂*エモーション〜                                     | 2019年1月13日 - 3月31日   | BN Pictures                                   | TOKYO MX BS11                | ○                      | 第3期は2023年10月期にテレビ大阪にて放送。 |
| 凹凸世界                                                           | 2019年4月14日 - 9月29日   | 七创社7doc                                    | Webアニメ                    |                        | 独占放送。 |
| 本好きの下剋上 司書になるためには手段を選んでいられません（第1期） | 2019年10月6日 - 12月29日  | 亜細亜堂                                      | BSフジ WOWOW                 | ○                      | [ 注 8 ] |
| 22/7                                                               | 2020年1月12日 - 3月29日   | A-1 Pictures                                  | TOKYO MX メ〜テレ BS11       | ○                      | 特別番組は未放送。 2021年10月期に『水曜アニメ〈水もん〉』枠にて再放送。 |
| 本好きの下剋上 司書になるためには手段を選んでいられません（第2期） | 2020年4月5日 - 6月21日    | 亜細亜堂                                      | BSフジ WOWOW                 | ○                      | 最速放送。 第3期以降は読売テレビにて放送。 |
| 宇崎ちゃんは遊びたい!                                              | 2020年7月12日 - 9月27日   | ENGI                                          | AT-X                         | ○                      | 9月20日は全米オープンゴルフ中継のため休止。 9月27日は1:40 - 2:40に2話連続放送。 |
| 2:30 - 3:00枠（以降、『ANiMAZiNG2!!!』）                           |                           |                                               |                              |                        | |
| 神様になった日                                                     | 2020年10月11日 - 12月27日 | P.A.WORKS                                     | TOKYO MX メ〜テレ BS11       | ○                      | 最終話は2:00 - 2:30に放送。 2021年1月期に『水曜アニメ〈水もん〉』枠にて再放送。 |
| バック・アロウ                                                     | 2021年1月10日 - 6月20日   | スタジオヴォルン                              | BS11                         | ○                      | |
| 迷宮ブラックカンパニー                                             | 2021年7月11日 - 9月26日   | SILVER LINK.                                  | BS日テレ                     | ○                      | 7月18日は全英オープンゴルフ中継のため、7月23日 2:35 - 3:05（木曜深夜）に振替放送。 8月22日は全英女子オープンゴルフ中継のため、8月26日 3:19 - 3:49（水曜深夜）に振替放送。                                                                  |
| ヴィジュアルプリズン                                               | 2021年10月10日 - 12月26日 | A-1 Pictures                                  | TOKYO MX WOWOW               | ○                      | [ 注 5 ] [ 注 9 ] |
| Free!                                                              | 2022年1月9日 - 3月27日    | 京都アニメーション                            | 朝日放送                     |                        | 2013年7月期に『水曜アニメ〈水もん〉』枠にて本放送された作品の再放送。 1月16日はANN報道特別番組により放送休止。1月28日 2:40 - 3:10（木曜深夜）に振替放送。                                                                                  |
| Free!-Eternal Summer-                                              | 2022年4月3日 - 6月12日    | 京都アニメーション                            | 朝日放送                     |                        | 2014年7月期に『水曜アニメ〈水もん〉』枠にて本放送された作品の再放送。 2022年世界水泳選手権中継のため、第12話は6月25日 3:15 - 3:45（金曜深夜）に、 第13話は7月2日 2:18 - 2:48（金曜深夜）に振替放送。                                       |
| Engage Kiss                                                        | 2022年7月3日 - 9月25日    | A-1 Pictures                                  | メ～テレ BS11                | ○                      | 7月17日は全英オープンゴルフ中継のため、7月22日 2:59 - 3:29（木曜深夜）に振替放送。 8月7日は全英女子オープンゴルフ中継のため、8月11日 3:43 - 4:13（水曜深夜）に振替放送。 第7話は8月18日 3:14 - 3:44（水曜深夜）に放送。                    |
| 宇崎ちゃんは遊びたい!ω                                             | 2022年10月2日 - 12月25日  | ENGI                                          | AT-X                         | ○                      | |
| Buddy Daddies                                                      | 2023年1月8日 - 4月2日     | P.A.WORKS                                     | TOKYO MX メ～テレ BS11       | ○                      | [ 注 9 ] |
| 青春ブタ野郎はバニーガール先輩の夢を見ない                         | 2023年4月9日 - 7月2日     | CloverWorks                                   | TOKYO MX メ～テレ BS11       | ○                      | 2018年10月期に『水曜アニメ〈水もん〉』枠にて本放送された作品の再放送。 |
| 異世界召喚は二度目です                                             | 2023年7月9日 - 10月1日    | スタジオエル                                  | テレビ朝日系列 BS11          | ○                      | 2023年4月期に『ANiMAZiNG!!!』枠にて本放送された作品の再放送。 7月23日は全英オープンゴルフ中継のため、7月26日 3:29 - 3:59（火曜深夜）に振替放送。 8月13日は全英女子オープンゴルフ中継のため、8月7日 2:40 - 3:10（日曜深夜）に繰り上げ放送。 |
| 新しい上司はど天然                                                 | 2023年10月8日 - 12月24日  | A-1 Pictures                                  | TOKYO MX BS11                | ○                      | [ 注 10 ] |
| 最弱テイマーはゴミ拾いの旅を始めました。                           | 2024年1月14日 - 3月31日   | STUDIO MASSKET                                | TOKYO MX BS朝日              | ○                      | [ 注 10 ] |
| 怪人開発部の黒井津さん                                             | 2024年4月7日 - 6月23日    | Quad                                          | テレビ朝日系列 メ〜テレ BS11 | ○                      | 2022年1月期に『ANiMAZiNG!!!』枠にて本放送された作品の再放送。 |
| Free!                                                              | 2024年7月7日 - 9月29日    | 京都アニメーション                            | 朝日放送                     |                        | 2013年7月期に『水曜アニメ〈水もん〉』枠にて本放送された作品の再放送。 7月28日は2024年パリオリンピック中継により放送休止。 |
| きのこいぬ                                                         | 2024年10月6日 - 12月22日  | C-Station                                     | BS11 AT-X                    | ○                      | |
| ギルドの受付嬢ですが、残業は嫌なのでボスをソロ討伐しようと思います | 2025年1月12日 - 3月30日   | CloverWorks                                   | TOKYO MX BS11                |                        | |
| キミと僕の最後の戦場、あるいは世界が始まる聖戦 Season II           | 2025年4月13日 - 6月29日   | studioぱれっと SILVER LINK.                   | AT-X                         | ○                      | 2024年7月期に『水曜アニメ〈水もん〉』で放送を開始したが、制作上の都合により8月1日をもって中断（残りの期間は第1期のセレクション放送）された作品を再度第1話より放送。                                                                        |
| 青春ブタ野郎はサンタクロースの夢を見ない                           | 2025年7月6日 -            | CloverWorks                                   | TOKYO MX メ～テレ BS11       | ○                      | [ 注 9 ] |

### 番組の移り変わり
■：再放送　■：実質再放送
| アニサタ      | アニサタ                                                           |
| ------------- | ------------------------------------------------------------------ |
| 2016年4月     | キズナイーバー                                                     |
| 2016年7月     | B-PROJECT〜鼓動*アンビシャス〜                                     |
| 2016年10月    | Occultic;Nine -オカルティック・ナイン-                             |
| 2017年1月     | チェインクロニクル 〜ヘクセイタスの閃〜                            |
| 2017年4月     | Re:CREATORS                                                        |
| 2017年7月     | Re:CREATORS                                                        |
| 2017年10月    | アイドルマスター SideM                                             |
| 2018年1月     | ダーリン・イン・ザ・フランキス                                     |
| 2018年4月     | ダーリン・イン・ザ・フランキス                                     |
| 2018年7月     | B-PROJECT〜鼓動*アンビシャス〜                                     |
| 2018年10月    | エロマンガ先生                                                     |
| 2019年1月     | B-PROJECT〜絶頂*エモーション〜                                     |
| 2019年4月     | 凹凸世界                                                           |
| 2019年7月     | 凹凸世界                                                           |
| 2019年10月    | 本好きの下剋上 司書になるためには手段を選んでいられません（第1期） |
| 2020年1月     | 22/7                                                               |
| 2020年4月     | 本好きの下剋上 司書になるためには手段を選んでいられません（第2期） |
| 2020年7月     | 宇崎ちゃんは遊びたい!                                              |
| ANiMAZiNG2!!! |                                                                    |
| 2020年10月    | 神様になった日                                                     |
| 2021年1月     | バック・アロウ                                                     |
| 2021年4月     | バック・アロウ                                                     |
| 2021年7月     | 迷宮ブラックカンパニー                                             |
| 2021年10月    | ヴィジュアルプリズン                                               |
| 2022年1月     | Free!                                                              |
| 2022年4月     | Free!-Eternal Summer-                                              |
| 2022年7月     | Engage Kiss                                                        |
| 2022年10月    | 宇崎ちゃんは遊びたい!ω                                             |
| 2023年1月     | Buddy Daddies                                                      |
| 2023年4月     | 青春ブタ野郎はバニーガール先輩の夢を見ない                         |
| 2023年7月     | 異世界召喚は二度目です                                             |
| 2023年10月    | 新しい上司はど天然                                                 |
| 2024年1月     | 最弱テイマーはゴミ拾いの旅を始めました。                           |
| 2024年4月     | 怪人開発部の黒井津さん                                             |
| 2024年7月     | Free!                                                              |
| 2024年10月    | きのこいぬ                                                         |
| 2025年1月     | ギルドの受付嬢ですが、残業は嫌なのでボスをソロ討伐しようと思います |
| 2025年4月     | キミと僕の最後の戦場、あるいは世界が始まる聖戦 Season II           |
| 2025年7月     | 青春ブタ野郎はサンタクロースの夢を見ない                           |